# Dietmar Otto (Voltigierer)
Dietmar Otto (geboren am 20. Juni 1965 in Berlin) ist ein ehemaliger  Voltigierer.  Er gewann Welt- und Europameistertitel im Herren-Einzel. Er ist Wettkampfrichter im Voltigiersport.

## Erfolge

### Welt- und Europameisterschaften
- 1984 (EM in  Ebreichsdorf): Gold
- 1985 (EM in  Schenefeld, Pferd: Nikolaschko) : Gold
- 1986 (WM in  Bulle): Gold
- 1987 (EM in  Paris): Silber
- 1988 (WM in   Ebreichsdorf): Bronze
- 1989 (EM in  Drzonków): Silber
- 1990 (WEG in  Stockholm, Pferd: Mainzelmann): Bronze

## Trainertätigkeit und Verbandsarbeit
Ab 1990 wirkte Otto als Trainer und Longenführer für Einzelvoltigierer und Mannschaften. Er erwarb 1987 die Lizenz als nationaler, 1999 als internationaler Richter. Von 2003 bis 2007 war Otto Mitglied des Voltigier-Komitees der internationalen Dachorganisation Fédération Equestre Internationale (FEI). Im Jahr 2020 wurde er für den Zeitraum bis 2024 erneut in das Komitee berufen, wo er die Nachfolge des turnusmäßig ausgeschiedenen Kai Vorberg antrat.